# 김희곤 (축구 심판)
김희곤(1985년 11월 4일 ~ )은 대한민국의 축구 심판이다.
2013년부터 국제 축구 연맹(FIFA) 소속 국제 심판으로 활약하기 시작하였다. AFC 챔피언스리그, AFC컵, AFF 스즈키컵 등에서 활약하였고 축구 강사로도 활동했다.
이해 안되는 판정을 잘한다
2018년 11월 28일에 열린 대전 하나 시티즌과의 승강 플레이오프 1차전에서 전반 이승모가 윤경보와의 공중볼 경합 상황에서 이승모는 머리부터 떨어지며 의식을 잃었으나, 직후 김희곤 주심,의 빠른 대처와 더불어 신속한 응급구조 덕분에 2분만에 의식을 되찾았다고 한다.
2022년 3월11일 울산과 FC 서울의 경기에서 멍청한 실수를 한다. 아래는 경기판정의 오심을 설명한 기사
하지만 승부를 가른 페널티킥 판정은 오심이었다.
평가소위원회는 "설영우와 윤종규가 동시에 볼에 도전하는 상황이 있었다. 윤종규는 볼을 향해 움직이고 있었고, 이 과정에서 탁영우가 상대에게 신체적 접촉, 즉 트립핑(걸기)을 시도하였으므로 이는 공격자 반칙으로 봐야 한다. 그러므로 해당 페널티킥 판정은 잘못됐고, 경기의 올바른 재개 방법은 서울의 직접 프리킥이어야 한다"고 설명했다.
계속해서 "김희곤 주심의 해당 장면에서의 경기장 내 위치에서는 첫 판정을 윤종규 반칙으로 내릴 수도 있었지만, RRA 모니터로 제공된 영상을 확인하고도 그 결정을 번복하지 못한 것은 매우 유감스러운 일"이라면서 "행정적 처분과 함께 지속적인 교육 및 체계적인 훈련이 장시간 더 필요하다고 판단해 심판위원회에서 관리하도록 결정했다"고 덧붙였다.
2024년 9월 22일 매북한테 돈받고 편파 판정을 했다.